# Tympanota papuana
Tympanota papuana là một loài bướm đêm trong họ Geometridae.